# David Cobeño
David Cobeño Iglesias (* 6. April 1982 in Madrid) ist ein ehemaliger spanischer Fußballtorhüter, der zuletzt bei Rayo Vallecano in der Primera División unter Vertrag stand.

## Karriere
David Cobeño begann seine Karriere in der Jugend von Rayo Vallecano. Im Jahr 2000 rückte er von der Jugend auf, kam aber nur in der Reservemannschaft zum Einsatz. 2002 verließ er den Verein und ging zur SD Ponferradina. Nach einem Jahr wechselte er zu Real Madrid, wo er aber auch nur drei Jahre lang für die zweite Mannschaft spielte. 2006 wechselte er zum FC Sevilla, für den er am 18. März 2007 gegen Celta Vigo sein Debüt in der Primera División gab. In der Saison 2007/08 wurde er an den Ligakonkurrenten UD Almería verliehen. Im Juli 2008 wechselte Cobeño zurück zu Rayo Vallecano in die Segunda División. Mit der Mannschaft, dessen Kapitän er ist, gelang ihm in der Saison 2010/11 der Aufstieg. Am 24. Mai 2009 erzielte er bei einer 1:2-Niederlage gegen den FC Elche aus seinem eigenen Strafraum die zwischenzeitliche 1:0-Führung.

## Erfolge
FC Sevilla
- UEFA-Cup: 2007
- Copa del Rey: 2007

Rayo Vallecano
- Aufstieg in die Primera División: 2011